# قرار مجلس الأمن التابع للأمم المتحدة رقم 1551
قرار مجلس الأمن التابع للأمم المتحدة رقم 1551، المتخذ بالإجماع في 9 تموز / يوليو 2004، بعد الإشارة إلى القرارات السابقة بشأن النزاعات في يوغوسلافيا السابقة، بما في ذلك القرارات 1031 (1995) و1088 (1996) و1423 (2002) و1491 (2003)، مدد ولاية قوة تحقيق الاستقرار في البوسنة والهرسك لمدة ستة أشهر أخرى ورحب بنشر قوة الاتحاد الأوروبي في نهاية ولاية قوة تحقيق الاستقرار.

## القرار

### أعمال
عمل المجلس بموجب الفصل السابع من ميثاق الأمم المتحدة، وذكّر أطراف اتفاق دايتون بمسؤوليتهم عن تنفيذ الاتفاقية. وأكد دور الممثل السامي للبوسنة والهرسك في رصد تنفيذه. كما أولى أهمية للتعاون مع المحكمة الجنائية الدولية ليوغوسلافيا السابقة.
وأثنى مجلس الأمن على البلدان المشاركة في قوة تحقيق الاستقرار وأذن لها بمواصلة عملياتها لمدة ستة أشهر إضافية؛ بينما رحب بإنشاء بعثة متابعة في ديسمبر 2004 من قبل الاتحاد الأوروبي. كما أذن باستخدام التدابير اللازمة، بما في ذلك استخدام القوة والدفاع عن النفس، لضمان الامتثال للاتفاقات وسلامة وحرية تنقل أفراد القوة. ستنطبق جميع الاتفاقات على مهمة المتابعة.
ورحب القرار كذلك بنشر بعثة الشرطة التابعة للاتحاد الأوروبي في البوسنة والهرسك منذ 1 يناير 2003، والتي حلت محل بعثة الأمم المتحدة في البوسنة والهرسك. وأخيراً، طلب من الأمين العام كوفي عنان أن يقدم تقريراً عن التقدم الذي أحرزه الطرفان في تنفيذ اتفاقات السلام بينهما.

## روابط خارجية
- نص القرار في undocs.org